# Someone's Watching over Me
Someone's Watching over Me è un singolo di Hilary Duff, pubblicato il 21 febbraio 2005 come quinto estratto dal secondo album omonimo della cantante. In versione fisica non venne pubblicato in Italia e nemmeno negli USA, ma solo in Australia. Fu comunque venduto on-line su iTunes, ottenendo un discreto successo soprattutto in Canada. Il video non fu girato, e dunque la canzone non entrò nella classifica di TRL America.
Fu quindi scelta come colonna sonora di Nata per vincere (Raise Your Voice), ed il video del singolo, presente solo su internet, è composto appunto da alcune scene del film. Il brano è stato successivamente inserito in 4ever Hilary Duff, album raccolta della cantante pubblicato esclusivamente in Italia il 12 maggio 2006.

## Classifiche
| Classifica (2005) | Posizione massima |
| ----------------- | ----------------- |
| Australia         | 22                |